# Pronoïa (psychologie)
Pour les articles homonymes, voir Pronoia.
 (novembre 2017).
Si vous disposez d'ouvrages ou d'articles de référence ou si vous connaissez des sites web de qualité traitant du thème abordé ici, merci de compléter l'article en donnant les références utiles à sa vérifiabilité et en les liant à la section « Notes et références ».
La pronoïa est, pour une personne, le sentiment qu'il existe une conspiration pour son bien. Elle s'oppose en cela à la paranoïa.